# Rocco Girlanda
Rocco Girlanda (Gubbio, 31 gennaio 1966) è un politico, dirigente d'azienda e giornalista italiano, è stato parlamentare della Repubblica nella XVI legislatura, sottosegretario di Stato al Ministero delle Infrastrutture e dei Trasporti nel Governo Letta e segretario del CIPE Comitato Interministeriale per la Programmazione Economica.

## Biografia
Nasce e vive a Gubbio. Ha cinque figli. Diplomato perito industriale.
Giornalista pubblicista, iscritto all'ordine professionale dell'Umbria, è stato fino a settembre 2016 dirigente della Gruppo Corriere Srl, dove dal 2006 ha ricoperto anche la carica di amministratore delegato e direttore generale, cariche dalle quali si è dimesso a seguito della nomina a sottosegretario di stato avvenuta il 3 maggio 2013. La società pubblica i quotidiani Corriere dell'Umbria, Corriere della Maremma, Corriere di Arezzo, Corriere di Siena, Corriere di Viterbo, Corriere di Rieti e della Sabina. È stato responsabile del controllo di gestione ed in seguito responsabile per le relazioni esterne ed istituzionali del gruppo Barbetti la cui holding è la Cementerie Aldo Barbetti di Gubbio, di cui Girlanda è stato dirigente dal 1986 al 2012.
È stato dirigente di ANAS dal settembre 2016 al giugno 2019, data in cui è stato licenziato a seguito delle polemiche intervenute, anche con numerose interrogazioni parlamentari, relativamente alla presunta irregolarità della sua assunzione.

## Attività politica
Consigliere comunale a Gubbio dal 1997 al 2007, fino al 1999 per il CDU e poi per Forza Italia, è stato candidato alla Camera alle elezioni politiche del 2001 e del 2006 senza essere eletto. Nel 2008 è stato eletto alla Camera dei deputati per il Popolo della Libertà dove è stato membro delle Commissioni Bilancio, Giustizia, Affari Sociali.
Dal 2009 al 2011 è stato presidente della Fondazione Italia USA.
Il 24 gennaio 2013 è stato nominato Coordinatore Regionale del PDL per la Regione Umbria. È stato successivamente confermato Coordinatore Regionale di Forza Italia.
Il 2 maggio 2013 è stato nominato Sottosegretario di Stato al Ministero delle Infrastrutture e dei Trasporti sotto il Ministro Maurizio Lupi nel Governo Letta. Il 10 maggio 2013 il Consiglio dei Ministri lo ha nominato Segretario del Cipe.
Il 28 novembre 2013 si è dimesso dall'incarico di coordinatore regionale dell'Umbria di Forza Italia a seguito della sua decisione di non rassegnare le dimissioni da sottosegretario e di continuare a lavorare nel governo Letta passando al Nuovo Centrodestra.
Nel marzo 2014, con la nascita del Governo Renzi, il ministro Maurizio Lupi lo nomina consigliere del Ministro delle Infrastrutture e dei Trasporti con delega specifica ai rapporti con il CIPE.

## Controversie e questioni giudiziarie
- Il Movimento 5 Stelle, con diverse interrogazioni parlamentari, ha denunciato la presunta irregolarità dell'assunzione all'ANAS di Girlanda, "in aperto contrasto con le vigenti norme in materia di selezione del personale dipendente delle società partecipate", per non essere stato attivato alcun iter di selezione né pubblicato alcun avviso di ricerca del personale, e per averlo assunto nella posizione di dirigente pur non essendo Girlanda in possesso di laurea o analogo titolo di studio.[9].
- Nel marzo 2015, a seguito di una inchiesta della Procura della Repubblica di Firenze, è stato indagato per turbativa d'asta, relativamente ad una gara di collaudo nel porto di Trieste, risultata poi mai esperita[10]. Il 23 settembre del 2016 il GIP di Firenze ha archiviato, su richiesta del pubblico ministero, la posizione di Girlanda che non è mai neanche stato sentito né convocato dai magistrati nell'ambito dell'inchiesta.[11].
- Come presidente della Fondazione Italia USA si è recato in carcere a far visita ad Amanda Knox, ottenendo numerosissimi consensi negli Stati Uniti. Sulla vicenda della detenuta americana Girlanda ha ottenuto anche l'attenzione del Presidente della Repubblica Giorgio Napolitano che è intervenuto con una lettera pubblica in risposta alle sollecitazioni dell'onorevole[12]. Dopo la sentenza di condanna in primo grado, ha scritto anche un libro per Piemme dove riporta i suoi colloqui in carcere con la ragazza statunitense. Il libro è stato successivamente tradotto e pubblicato col titolo "Talks with Amanda Knox in prison: Take me with you".
- Nell'ottobre 2011 il suo nome è emerso tra quello di parlamentari a cui fanno capo giornali che ricevono contributi governativi in base a normative approvate dallo stesso Parlamento di cui fanno parte ma nella realtà nessuna delle testate edite dalle società in cui Girlanda era amministratore delegato ha mai ricevuto e/o richiesto tali contributi.[13]
- Nel febbraio 2010 è stato legato alla maxi inchiesta sugli appalti per il G8 per alcune intercettazioni con l'imprenditore imputato Riccardo Fusi in cui Girlanda sollecita Fusi perché commissioni alla Barbetti la fornitura di calcestruzzo per i lavori dell’asse viario Marche Umbria del Quadrilatero. Tuttavia Girlanda non è mai stato raggiunto da alcun provvedimento della magistratura nell'ambito di tale inchiesta[14].
- Il 17 marzo 2015 fu chiamato a deporre presso il Tribunale di Viterbo come testimone in difesa di Silvano D'Ascanio, titolare dell'agenzia pubblicitaria Studio Uno che pubblicava annunci pubblicitari riferibili secondo l'accusa a prostitute, sotto processo ed imputato per il reato di sfruttamento della prostituzione insieme ai proprietari di appartamenti trasformati, sempre secondo l'accusa, in case chiuse. L'imputato D'Ascanio pubblicava tali annunci sui quotidiani di cui Girlanda divenne Amministratore Delegato successivamente agli eventi contestati a D'Ascanio. Girlanda, in qualità di Amministratore Delegato del Corriere di Viterbo, venne chiamato a testimoniare per confermare che tecnicamente le pagine del quotidiano edito erano formate da 120 moduli tipografici. Silvano D'Ascanio è stato successivamente assolto con formula piena da tutte le accuse[15].
- Nel novembre 2011 alla guida della sua auto è stato causa di un grave incidente stradale che ha coinvolto diversi veicoli, le cui modalità hanno suscitato una ampia discussione sui media locali, in particolare circa il rifiuto da parte di Girlanda di sottoporsi ai test alcolemici prescritti dalle normative in questi casi, adducendo le sue prerogative parlamentari come ragioni del rifiuto. Ciò ha suscitato critiche circa l'operato dei Carabinieri, i quali sono stati costretti ad emettere un comunicato in cui si confermava che i Carabinieri di Gubbio avevano seguito scrupolosamente le procedure.[16]

## Libri
- Io vengo con te - Colloqui in carcere con Amanda Knox, Piemme, 2010, ISBN 9788856615623
- Take me with you, Vanda, 2013, ASIN B00C2F5QP0